# Nadační fond Kolowrátek
Nadační fond Kolowrátek Maximiliana, Francescy a Dominiky Kolowrat-Krakowských byl založen 26. února 2008 ku příležitosti 65. výročí narození hraběte Františka Tomáše a svou obecně prospěšnou činností pokračuje v mecenášské tradici rodu Kolowrat-Krakowských. Hlavní prioritou Nadačního fondu je podpora nadaných dětí a mladistvých. 

## Mecenášská tradice rodu
Zcela v souladu s významem rodového hesla „Věrně a stále“ se Kolowrat-Krakovští věnovali také plnění obecně prospěšných cílů. Vždy podporovali oblast vzdělávání a kultury, pomáhali lidem v tíživé sociální a zdravotní situaci a aktivně se podíleli na rozvoji regionů, kde působili.
Na tuto tradici navázali také hrabě Jindřich Kolowrat-Krakowský (1897–1996) a jeho syn František Tomáš Kolowrat-Krakowský (1943–2004), kteří se po roce 1989 vrátili z amerického exilu. Jejich cílem nebyla pouhá restituce majetku, ale i aktivní pomoc v ekonomicko-sociálním rozvoji demokratického Československa a později České republiky, které mohli nabídnout své bohaté zkušenosti. Jakmile se ujali správy svého majetku, začali pracovat nejen na ozdravení a znovuvybudování panství pánů z Kolowrat, ale ihned ochotně a rádi poskytovali obecně prospěšnou pomoc.
1993 – Hrabě Jindřich Kolowrat-Krakowský pronajal na dvacet let Kolowratský palác Národnímu divadlu za symbolickou jednu korunu ročně, v této tradici pokračuje rod Kolowrat-Krakowských i nadále
1997 – Hrabě František Tomáš Kolowrat-Krakowský koupil pro památnou stavbu románského kostela sv. Jiří v Přimdě tři nové zvony jako náhradu za původní, zničené po 2. světové válce
2000 – Hrabě František Tomáš Kolowrat-Krakowský přispěl Národnímu muzeu částkou 100 000 Kč na vydání obrazové publikace o historii budovy Národního muzea
2002 – Hrabě František Tomáš Kolowrat-Krakowský věnoval 6 000 000 Kč na pomoc v nouzi a nápravu škod způsobených rozsáhlými povodněmi

## Poslání nadačního fondu
Hlavní prioritou Nadačního fondu Kolowrátek je podpora nadaných dětí a mladistvých. Ovšem v návaznosti na rodovou tradici směřují aktivity fondu i do oblasti podpory osob v tíživé sociální či zdravotní situaci, do podpory v oblasti kultury, vzdělání a lidských práv a v neposlední řadě také do podpory poskytování sociálních a zdravotně-sociálních služeb.

## Starší projekty
Mezi projekty, které Nadační fond Kolowrátek podpořil patří například Divadlo bratří Formanů. Nadační fond v minulých letech pravidelně spolupracoval s Centrem Paraple, obecně prospěšnou společností pomáhající ochrnutým lidem. Dlouhodobě podporoval také jednu z nejprestižnějších českých divadelních cen, tedy Ceny Alfréda Radoka. 

## Současná činnost
Z fondu je finančně podporován Dětský domov Tachov či Mezinárodní hudební festival Mladá Praha. V současnosti je hlavní prioritou Nadačního fondu Kolowrátek podpora individuálních žádostí – pomoc handicapovaným dětem a dětem ze sociálně znevýhodněných rodin. 